# Sistema Público de Radiodifusión del Estado Mexicano

El Sistema Público de Radiodifusión del Estado Mexicano (SPR), antes conocido como Organismo Promotor de Medios Audiovisuales (OPMA) es un organismo público descentralizado, con personalidad jurídica y patrimonio propio (decreto de creación publicado en el Diario Oficial de la Federación el 31 de marzo de 2010). Principalmente, se encarga de administrar una red de televisoras y radiodifusoras públicas, así como la preservación, producción y difusión de material audiovisual sin fines de lucro en beneficio de la sociedad mexicana.

## Historia
El gobierno mexicano había facilitado el desarrollo de la Televisión en México a principio de los años 1950 cuando otorgó las concesiones de las primeras cadenas nacionales (XHTV Canal 4, XEW Canal 2 y XHGC Canal 5), y al concebir el orden jurídico que permitiera asegurar como bien público el espacio radioeléctrico y por ende la participación del estado en la televisión comercial, al menos como ente regulador. Sin embargo persistía la inquietud de generar un sistema de Radiodifusión pública al estilo de la BBC o Televisión Española.
La primera estación de televisión del estado mexicano fue la correspondiente al XEIPN Canal 11 de la Ciudad de México, cuya cobertura era limitada en la red de televisión nacional, la dirección del canal estaba a cargo del Instituto Politécnico Nacional e inició transmisiones el 2 de marzo de 1959. No obstante su finalidad disto mucho de un canal gubernamental, pues estuvo avocado por completo a la difusión y divulgación de las ciencias y las artes, omitiendo contenidos propios de una señal de estado, como la promoción de las acciones de gobierno, la propaganda de los entes de poder público o servicios informativos del estado.
La segunda experiencia gubernamental para crear una televisión estatal comenzó en 1972 cuando la empresa de servicios financieros del gobierno SOMEX adquirió la totalidad de las acciones de Corporación Mexicana de Televisión, concesionaria de Canal 13. El primer director de la televisora fue Antonio Menéndez. En sus inicios, el canal buscó ofrecer programas culturales relacionados con las letras, entrevistas y mesas redondas y novelas adaptadas a la televisión.
A fin de reforzar éste y otros canales públicos de televisión, se formó el 23 de marzo de 1983, el Instituto Mexicano de la Televisión (IMEVISIÓN), sistema televisivo dotado de tres señales: Canal 13 y Canal 22 (fundado en 1982), a los que se le uniría el Canal 7 en 1985. Se le adjudicaron al canal 7 las repetidoras que habían sido de Televisión de la República Mexicana. Al 13 se le adjuntó una red de 37 repetidoras en el país. Con este consorcio la televisión cultural creció hasta abarcar un público importante. Inició la producción de series grabadas de ficción, modernizó sus noticiarios, mismos que se beneficiaron de corresponsales y enviados especiales. La visión y enfoque de esta televisora se dirigió a la televisión comercial para competir directamente con el emporio privado Televisa. No obstante a principio de los años 1990 paso por momentos de crisis que ocasionaron que la señal del canal 7 dejara de transmitir programación propia, para ser repetidora del canal 13.
La política privatizadora y neoliberal desatada en el sexenio de Carlos Salinas de Gortari afectó aún más a los medios públicos de televisión. En 1993, después de 20 años de funcionamiento, Imevisión se disolvió y sus redes 7 y 13 fueron subastadas y luego adquiridas por el empresario de medios Ricardo Salinas Pliego, quien fundaría el 18 de julio de 1993 la empresa Televisión Azteca.
El Canal 22, a su vez, no entró en la negociación, éste quedó entonces bajo la administración del Consejo Nacional para la Cultura y las Artes (CONACULTA), constituyéndose desde entonces, junto con Canal Once, una de las pocas opciones de la TV pública en México.
Después de la privatización de la paraestatal Imevisión, el cual había englobado varias estaciones que ya eran propiedad del gobierno federal antes de la institución de las redes nacionales 7 y 13, el gobierno federal dejó de tener estaciones de televisión propias que podían funcionar como medios públicos sin fines de lucro y que podían servir como promotoras de la cultura, algo que ya se había intentado de manera precaria en los años 1970 con el proyecto de Televisión Cultural de México. Por otra parte, televisoras universitarias y televisoras estatales y comunitarias surgieron de manera independiente para cubrir esa necesidad y comenzaron a formar lazos de cooperación con Canal Once (quien había creado una red menor de repetidoras; entre estaciones propias y convenios) y Canal 22 hasta formar lo que hoy se conoce como: La Red de Radiodifusoras y Televisoras Educativas y Culturales de México, asociación civil que agrupa a diferentes asociados.
Sin embargo, se carecía de una red con infraestructura real y común para difundir la producción de los medios públicos en México, por lo que, el 31 de marzo de 2010, se publica el decreto hecho por el presidente Felipe Calderón Hinojosa que crea el Organismo Promotor de Medios Audiovisuales. Por medio de esta paraestatal descentralizada, sectorizada a la Secretaría de Gobernación, se garantizaría la prestación de servicios de radiodifusión que cumpla con una función social y acerque los medios a la población en general y no sólo a empresarios o comunidades de instituciones de educación superior, por ejemplo, y crear una interacción de la sociedad en general en plena libertad de expresión.
Las operaciones de este organismo iniciaron con 4 estaciones de televisión, ubicadas en Guadalajara, Morelia, Coatzacoalcos y Xalapa que originalmente difundieron la señal de Canal Once del Instituto Politécnico Nacional.
El 22 de marzo de 2012, inicia la primera gran expansión de la red del OPMA con la creación del canal Una Voz Con Todos, el inicio de operaciones en León, Celaya, Mérida, Hermosillo, Monterrey, Puebla, Tampico, Oaxaca y la Ciudad de México, y nuevos permisos para operar 4 estaciones más en las ciudades de Tapachula, Aguascalientes, Querétaro y Toluca. Mientras que en algunas ciudades se contó también con señal analógica que sólo emitía el Canal Once, se le dio prioridad a la instalación de canales digitales para difundir también, de manera multiplexada, el Canal 22 de la Ciudad de México, TV UNAM (el cual hasta ese momento sólo era disponible por televisión restringida) y el nuevo canal propiedad del OPMA, Una Voz Con Todos. Con esto, se logró expandir la cobertura hasta en un 50%. El 3 de octubre del mismo año, se otorgaron los permisos para operar 9 estaciones más de TDT exclusivamente. Más tarde se agregó Ingenio TV; un canal de televisión en circuito cerrado, operado y perteneciente a la Secretaría de Educación Pública.
El 14 de julio de 2014, como parte de las reformas de la administración del presidente Enrique Peña Nieto, se publican los decretos de la Ley Federal de Telecomunicaciones y Radiodifusión, y la Ley del Sistema Público de Radiodifusión del Estado Mexicano. Mediante esta última, se crea el Sistema Público de Radiodifusión del Estado Mexicano que continúa con la labor del OPMA con un nuevo estatuto orgánico.
El 2 de agosto de 2016, a unos días de comenzar los Juegos Olímpicos de Río 2016, se anunció que 10 estaciones del SPR en las ciudades de Aguascalientes, Mazatlán, Uruapan, Zacatecas, Colima, Ciudad Obregón, Villahermosa, Campeche, Tuxtla Gutiérrez y San Cristóbal de las Casas, inician transmisión en multiprogramación, es decir, se multiplexan estas señales, para ofrecer más contenidos a partir del 5 de agosto.
En 2016, se otorgaron nuevas concesiones para operar 3 estaciones más de radio y 7 de TDT. Sin embargo, a inicios de diciembre de 2019, el IFT aceptó la renuncia de todas estas concesiones por parte del SPR, a excepción de la estación de radio XHTZA-FM.
El 24 de junio de 2021, el IFT otorgó 24 nuevas concesiones para expandir la cobertura de la red a 15 estados.

## Televisión
Aunque originalmente el OPMA comenzó con retransmisiones de Canal Once en sus estaciones de televisión, actualmente cuenta principalmente con la señal de Canal Catorce (antes conocido como Una Voz Con Todos) en la mayoría de sus estaciones.
Por medio de la multiprogramación de la TDT, las estaciones del SPR retransmiten, además de Canal Catorce y TV Migrante, la señal de: canal once, Canal 22, @prende+, tv•unam y Canal del Congreso (este último aún no es retransmitido en la mayoría de las estaciones). Por otra parte, el Canal Judicial (ahora JusticiaTV) aunque fue autorizado para transmitirse en la estación XHOPMA-TDT solo se emitió como señal de prueba por un corto tiempo. No todas las estaciones del SPR transmiten todos estos canales, como se muestra en la siguiente tabla:
| XHSPRGA-TDT |             |                                                           |    |    |    |    |    |    |    |
| 20          | Guadalajara | Sí                                                        | Sí | No | Sí | No | Sí | No |    |
| XHSPRMO-TDT |             |                                                           |    |    |    |    |    |    |    |
| 19          | Morelia     | Sí                                                        | No | Sí | Sí | No | Sí | No |    |
| XHSPRCA-TDT | 26          | Coatzacoalcos                                             | Sí | No | Sí | Sí | No | Sí | No |
| XHSPRXA-TDT | 35          | Xalapa                                                    | Sí | No | Sí | Sí | No | Sí | No |
| XHSPRLA-TDT |             |                                                           |    |    |    |    |    |    |    |
| 34          | León        | Sí                                                        | No | Sí | Sí | No | Sí | No |    |
| XHSPRCE-TDT |             |                                                           |    |    |    |    |    |    |    |
| 20          | Celaya      | Sí                                                        | No | Sí | Sí | No | Sí | No |    |
| XHSPRME-TDT |             |                                                           |    |    |    |    |    |    |    |
| 23          | Mérida      | Sí                                                        | No | Sí | Sí | No | Sí | No |    |
| XHSPRHA-TDT |             |                                                           |    |    |    |    |    |    |    |
| 27          | Hermosillo  | Sí                                                        | No | Sí | Sí | No | Sí | No |    |
| XHSPRMT-TDT |             |                                                           |    |    |    |    |    |    |    |
| 16          | Monterrey   | Sí                                                        | Sí | No | Sí | No | Sí | No |    |
| XHSPRPA-TDT | 30          | Puebla                                                    | Sí | Sí | No | Sí | No | Sí | No |
| XHSPRTA-TDT | 35          | Tampico                                                   | Sí | No | Sí | Sí | No | Sí | No |
| XHSPROA-TDT | 35          | Oaxaca                                                    | Sí | Sí | No | Sí | No | Sí | No |
| XHSPR-TDT   | 30          | Ciudad de México                                          | Sí | Sí | No | No | Sí | No | No |
| XHSPRTP-TDT |             |                                                           |    |    |    |    |    |    |    |
| 26          | Tapachula   | Sí                                                        | No | No | Sí | No | Sí | No |    |
| XHSPREM-TDT |             |                                                           |    |    |    |    |    |    |    |
| 30          | Toluca      | Sí                                                        | No | No | Sí | No | Sí | No |    |
| XHSPRMQ-TDT |             |                                                           |    |    |    |    |    |    |    |
| 30          | Querétaro   | Sí                                                        | No | Sí | Sí | No | Sí | No |    |
| XHSPRAG-TDT | 15          | Aguascalientes                                            | Sí | No | No | Sí | Sí | Sí | Sí |
| XHSPRMS-TDT | 29          | Mazatlán                                                  | Sí | No | No | Sí | Sí | Sí | Sí |
| XHSPRUM-TDT | 14          | Uruapan                                                   | Sí | No | Sí | Sí | Sí | Sí | Sí |
| XHSPRZC-TDT | 15          | Zacatecas                                                 | Sí | No | Sí | Sí | Sí | Sí | Sí |
| XHSPRCO-TDT | 21          | Colima                                                    | Sí | No | Sí | Sí | Sí | Sí | Sí |
| XHSPROS-TDT | 31          | Ciudad Obregón                                            | Sí | No | No | Sí | Sí | Sí | Sí |
| XHSPRVT-TDT | 25          | Villahermosa                                              | Sí | No | Sí | Sí | Sí | Sí | Sí |
| XHSPRCC-TDT | 32          | Campeche                                                  | Sí | No | Sí | Sí | Sí | Sí | Sí |
| XHSPRTC-TDT | 31          | Tuxtla Gutiérrez                                          | Sí | No | No | Sí | Sí | Sí | Sí |
| XHSPRSC-TDT | 18          | San Cristóbal de las Casas                                | Sí | No | Sí | Sí | Sí | Sí | Sí |
| XHSPO-TDT   | 22          | Torreón                                                   | Sí | Sí | No | •  | •  | •  | •  |
| XHSPS-TDT   | 23          | San Luis Potosí                                           | Sí | Sí | No | •  | •  | •  | •  |
| XHSPQ-TDT   | 29          | Cancún                                                    | Sí | Sí | •  | •  | •  | •  | •  |
| XHSPY-TDT   | 34          | Tepic                                                     | Sí | Sí | •  | •  | •  | •  | •  |
| XHSPB-TDT   | 31          | La Paz                                                    | Sí | Sí | •  | •  | •  | •  | •  |
| XHSPJ-TDT   | 25          | Chetumal                                                  | •  | •  | •  | •  | •  | •  | •  |
| XHSPG-TDT   | 30          | Acapulco                                                  | Sí | Sí | •  | •  | •  | •  | •  |
| XHCPCN-TDT  | 8           | Ciudad Juárez                                             | Sí | Sí | •  | •  | •  | •  | •  |
| XHCPBU-TDT  | 19          | Culiacán                                                  | Sí | Sí | No | •  | •  | •  | •  |
| XHCPAO-TDT  | 7           | Mexicali                                                  | Sí | Sí | •  | •  | •  | •  | •  |
| XHCPAT-TDT  | 9           | Tijuana                                                   | •  | •  | •  | •  | •  | •  | •  |
| XHCPBV-TDT  | 34          | Los Mochis                                                | Sí | Sí | No | •  | •  | •  | •  |
| XHCPBJ-TDT  | 12          | Durango                                                   | Sí | Sí | No | •  | •  | •  | •  |
| XHCPCE-TDT  | 7           | Reynosa                                                   | Sí | •  | •  | •  | •  | •  | •  |
| XHCPCP-TDT  | 9           | Manzanillo                                                | Sí | Sí | •  | •  | •  | •  | •  |
| XHCPAV-TDT  | 18          | Ciudad Cuauhtémoc                                         | Sí | Sí | No | •  | •  | •  | •  |
| XHCPCV-TDT  | 5           | Nuevo Vallarta                                            | Sí | Sí | •  | •  | •  | •  | •  |
| XHCPCQ-TDT  | 15          | Chilpancingo                                              | Sí | •  | •  | •  | •  | •  | •  |
| XHCPCU-TDT  | 9           | Lázaro Cárdenas                                           | Sí | •  | •  | •  | •  | •  | •  |
| XHCPDD-TDT  | 19          | San Andrés Tuxtla                                         | •  | •  | •  | •  | •  | •  | •  |
| XHCPDA-TDT  | 12          | San José de Guaymas                                       | Sí | Sí | •  | •  | •  | •  | •  |
| XHCPCX-TDT  | 12          | Ciudad Valles                                             | Sí | •  | •  | •  | •  | •  | •  |
| XHCPAU-TDT  | 8           | Chihuahua                                                 | Sí | Sí | No | •  | •  | •  | •  |
| XHCPAH-TDT  | 14          | Ensenada                                                  | •  | •  | •  | •  | •  | •  | •  |
| XHCPAW-TDT  | 17          | Santa Rosalía de Camargo, Delicias y José Mariano Jiménez | Sí | Sí | •  | •  | •  | •  | •  |
| XHCPDC-TDT  | 15          | Poza Rica                                                 | •  | •  | •  | •  | •  | •  | •  |
| XHCPBD-TDT  | 12          | Ciudad Victoria                                           | Sí | Sí | •  | •  | •  | •  | •  |
| XHCPCR-TDT  | 10          | Tulancingo                                                | Sí | Sí | •  | •  | •  | •  | •  |
| XHCPBL-TDT  | 2           | Taxco e Iguala                                            | •  | •  | •  | •  | •  | •  | •  |
| XHCPAY-TDT  | 10          | Saltillo                                                  | Sí | Sí | No | •  | •  | •  | •  |
| XHCPCL-TDT  | 15          | Los Cabos                                                 | •  | •  | •  | •  | •  | •  | •  |
| XHCPER-TDT  | 8           | Ciudad del Carmen                                         | •  | •  | •  | •  | •  | •  | •  |
| XHCPET-TDT  | 5           | Palenque                                                  | •  | •  | •  | •  | •  | •  | •  |
| XHCPAI-TDT  | 7           | Monclova                                                  | •  | •  | •  | •  | •  | •  | •  |
| XHCPAK-TDT  | 9           | Piedras Negras                                            | •  | •  | •  | •  | •  | •  | •  |
| XHCPEL-TDT  | 12          | Nuevo Laredo                                              | •  | •  | •  | •  | •  | •  | •  |
| XHCPFE-TDT  | 10          | Guamúchil                                                 | •  | •  | •  | •  | •  | •  | •  |
| XHCPFB-TDT  | 13          | Tehuacán                                                  | •  | •  | •  | •  | •  | •  | •  |
| XHCPFH-TDT  | 11          | Huimanguillo y Cárdenas                                   | •  | •  | •  | •  | •  | •  | •  |
| XHCPFO-TDT  | 10          | Córdoba y Orizaba                                         | •  | •  | •  | •  | •  | •  | •  |
| XHCPFR-TDT  | 17          | Valladolid                                                | •  | •  | •  | •  | •  | •  | •  |

- - Estaciones que iniciaron con Canal Once como multiplexación principal.
- - Estaciones que aún no inician transmisiones.

*El 20 de agosto de 2018, se autorizó el cambio de distintivos para 24 estaciones.

## Radio
| Distintivo | Frecuencia (MHz) | Población                                 |
| ---------- | ---------------- | ----------------------------------------- |
| XHSPRT-FM  | 101.1            | Tapachula, Chiapas                        |
| XHSPRC-FM  | 102.9            | Colima, Colima                            |
| XHSPRM-FM  | 103.5            | Mazatlán, Sinaloa                         |
| XHTZA-FM   | 104.3            | Coatzacoalcos, Veracruz                   |
| XHCPDT-FM  | 93.3             | Acapulco, Guerrero                        |
| XHCPEP-FM  | 96.1             | Chihuahua, Chihuahua                      |
| XHCPED-FM  | 92.9             | Ciudad Valles, San Luis Potosí            |
| XHCPFW-FM  | 88.1             | Los Mochis, Sinaloa                       |
| XHCPEN-FM  | 89.7             | Mérida, Yucatán                           |
| XHCPFH-FM  | 95.1             | Palenque, Chiapas                         |
| XHCPEB-FM  | 101.5            | Tepic, Nayarit                            |
| XHCPDS-FM  | 90.5             | Victoria de Durango, Durango              |
| XHCPEL-FM  | 94.5             | Villahermosa, Tabasco                     |
| XHCPFG-FM  | 88.3             | Zacatecas, Zacatecas                      |
| XHCPBW-FM  | 88.5             | San Francisco de Campeche, Campeche       |
| XHCPCQ-FM  | 89.1             | Culiacán, Sinaloa                         |
| XHCPBV-FM  | 88.9             | La Paz, Baja California Sur               |
| XHCPBZ-FM  | 104.7            | Torreón, Coahuila; Gómez Palacio, Durango |

## Titulares

### Dirección del Organismo Promotor de Medios Audiovisuales
- Alejandro Ordoño Pérez (2010-2013)
- Armando Carrillo Lavat (2013-2014)

### Presidencia del Sistema Público de Radiodifusión del Estado Mexicano
- Armando Carrillo Lavat (2014-2019)
- Jenaro Villamil (2019-Actualidad)